# Pieprznik ametystowy

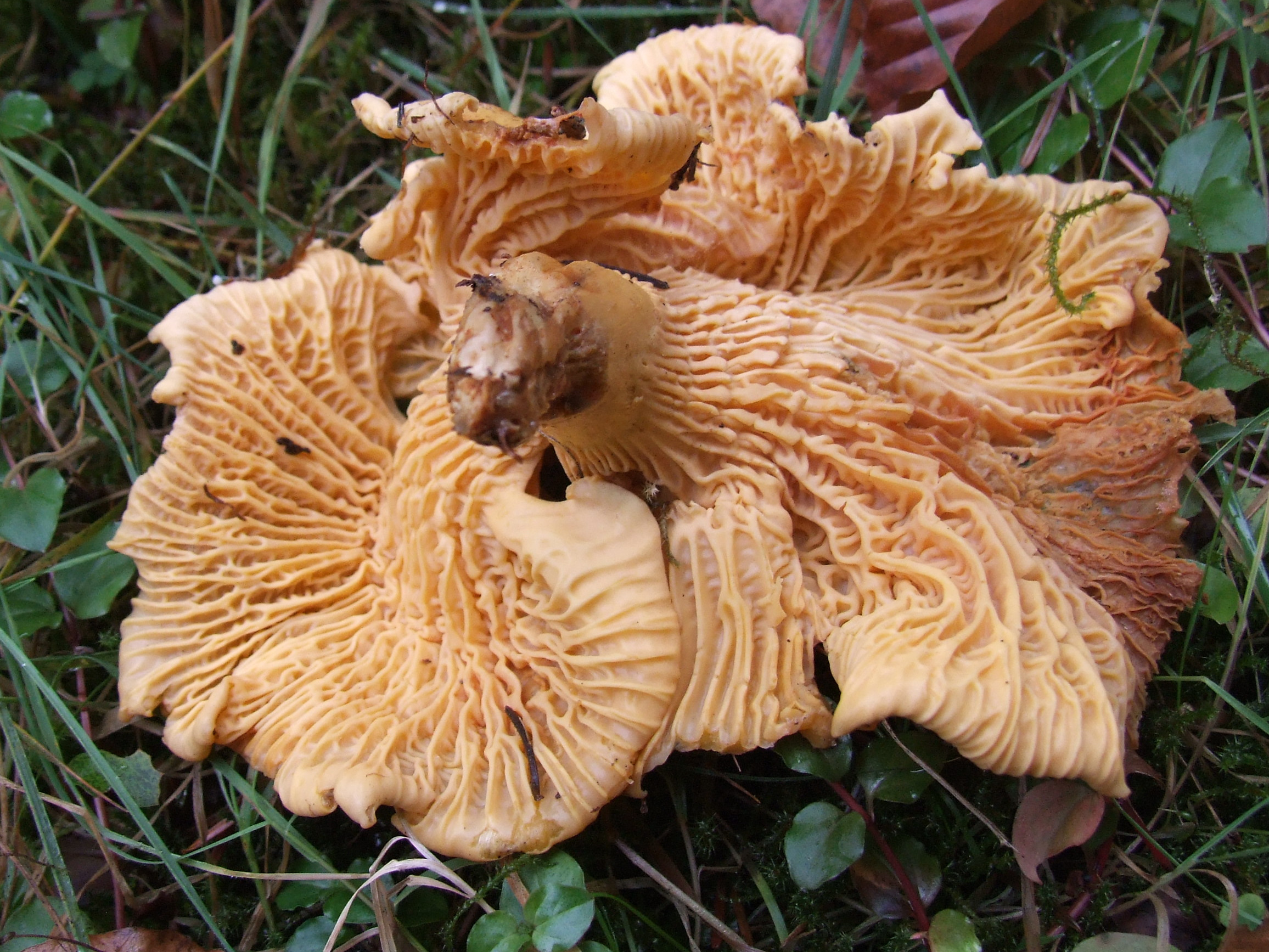
Pomarszczone listewki z anastomozami na starszych okazach pieprznika ametystowego

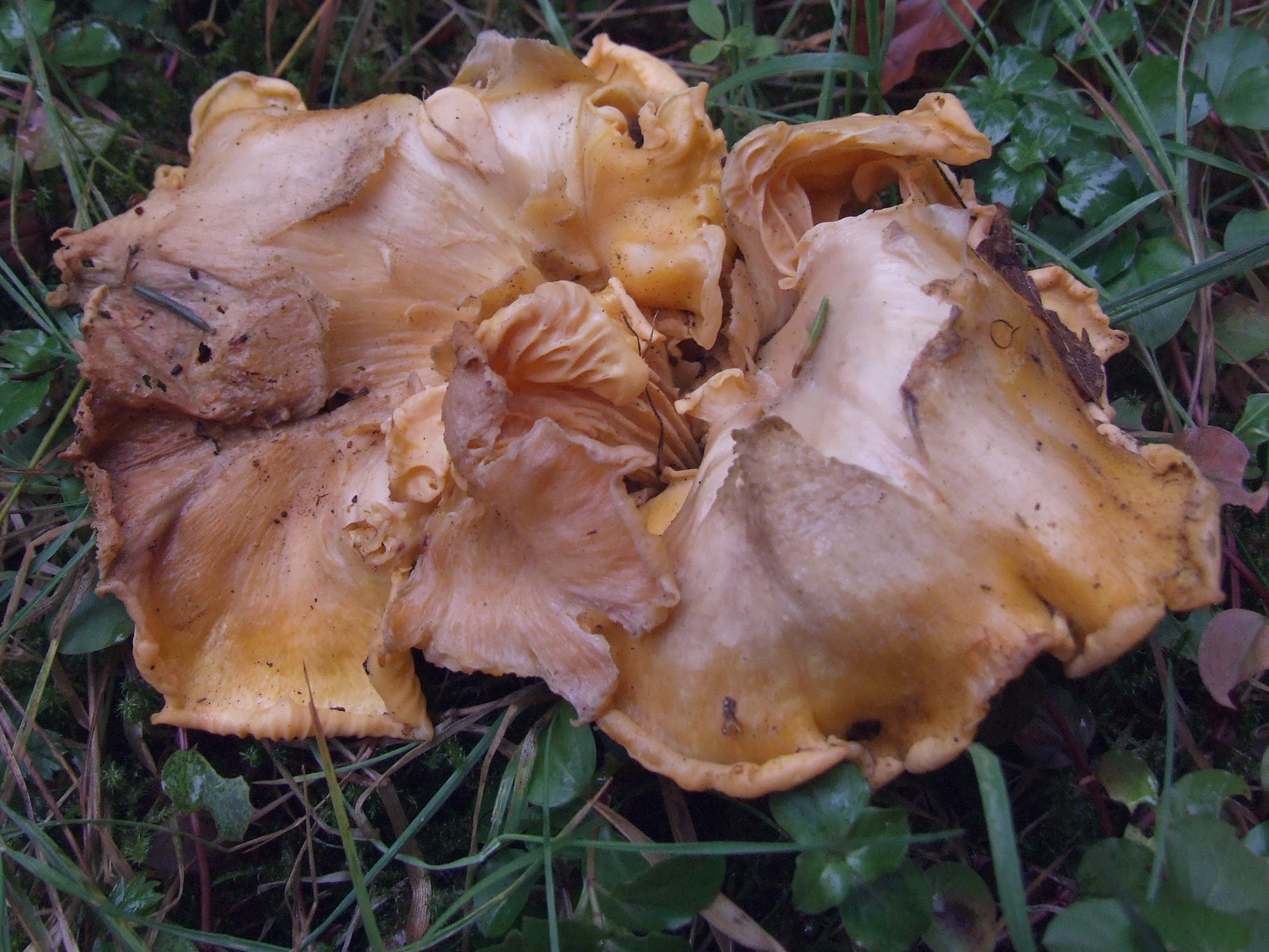
Kapelusze starszych okazów

Pieprznik ametystowy (Cantharellus amethysteus (Quél.) Sacc.) – gatunek grzybów z rodziny kolczakowatych (Hydnaceae).

## Systematyka i nazewnictwo
Pozycja w klasyfikacji według Index Fungorum: Cantharellus, Hydnaceae, Cantharellales, Incertae sedis, Agaricomycetes, Agaricomycotina, Basidiomycota, Fungi.
Po raz pierwszy takson ten zdiagnozował w 1883 r. Lucien Quélet, nadając mu nazwę Cantharellus cibarius var. amethysteus. Obecną nazwę nadał mu w 1887 r. Pier Andrea Saccardo, podnosząc go do rangi odrębnego gatunku.
Synonimy nazwy naukowej:
- Cantharellus cibarius var. amethysteus Quél. 1883
- Cantharellus amethysteus var. substypticus Bon 1969
- Cantharellus cibarius var. amethysteus (Quél.) Cetto 1987
- Craterellus amethysteus (Quél.) Quél. 1888
- Merulius amethysteus (Quél.) Kuntze 1891[2].

W wielu opracowaniach mykologicznych i w atlasach grzybów uważany był za odmianę pieprznika jadalnego (Cantharellus cibarius var. amethysteus), jednak według Index Fungorum jest to odrębny gatunek. Nazwę pieprznik ametystowy podają niektóre atlasy grzybów, zaś w 2025 r. została ona zarekomendowana przez Komisję ds. Polskiego Nazewnictwa Grzybów Polskiego Towarzystwa Mykologicznego.

## Morfologia
Kapelusz
Średnica 2–8 cm. U młodych okazów łukowaty, poduchowaty, z czasem płaski, u starszych okazów staje się lejkowaty. Z początku ma podwinięte brzegi, później jest falisto powyginany i płatowaty. Skórka barwy żółtej, ale z fioletowym kutnerem, który u starszych okazów zasycha i przyjmuje postać drobnych i przylegających łuseczek, szczególnie na środku kapelusza.
Hymenofor
W postaci listewek głęboko zbiegających na trzon. Są one widlasto rozgałęzione i połączone poprzecznymi anastomozami. Mają kolor żółtopomarańczowy, często z różowym odcieniem i są pofalowane, przez co przypominają zmarszczki.
Trzon
Wysokość 3–7 cm, grubość do 2,5 cm, twardy, żółty. Kształt walcowaty, w górnej części rozszerza się stożkowato, płynnie przechodząc w kapelusz.
Miąższ
Bladożółty, sprężysty i twardy.
Wysyp zarodników
Biały lub żółtawy. Zarodniki gładkie, eliptyczne, o rozmiarach 4–6,5 × 7–11 μm.
Gatunki podobne
Najbardziej podobnym gatunkiem jest pieprznik jadalny (Cantharellus cibarius). Różni się brakiem fioletowego kutneru na kapeluszu i ma mniej pofałdowane i rozwidlone listewki.

## Występowanie i siedlisko
W Polsce jest rzadki. Występuje głównie w buczynach i w górskich lasach świerkowych.
Naziemny grzyb mykoryzowy. Rośnie w lasach, głównie w trawie i na opadłych liściach, szczególnie takich gatunków, jak brzozy, buki, dęby, rzadziej sosny.

## Znaczenie
Grzyb jadalny, ale z powodu twardości jest bardziej ciężkostrawny od pieprznika zwyczajnego.